# Wedehorn
Wedehorn ist ein Ortsteil der Stadt Bassum im niedersächsischen Landkreis Diepholz. In dem Dorf leben etwa 180 Einwohner. 

## Geografie

### Lage

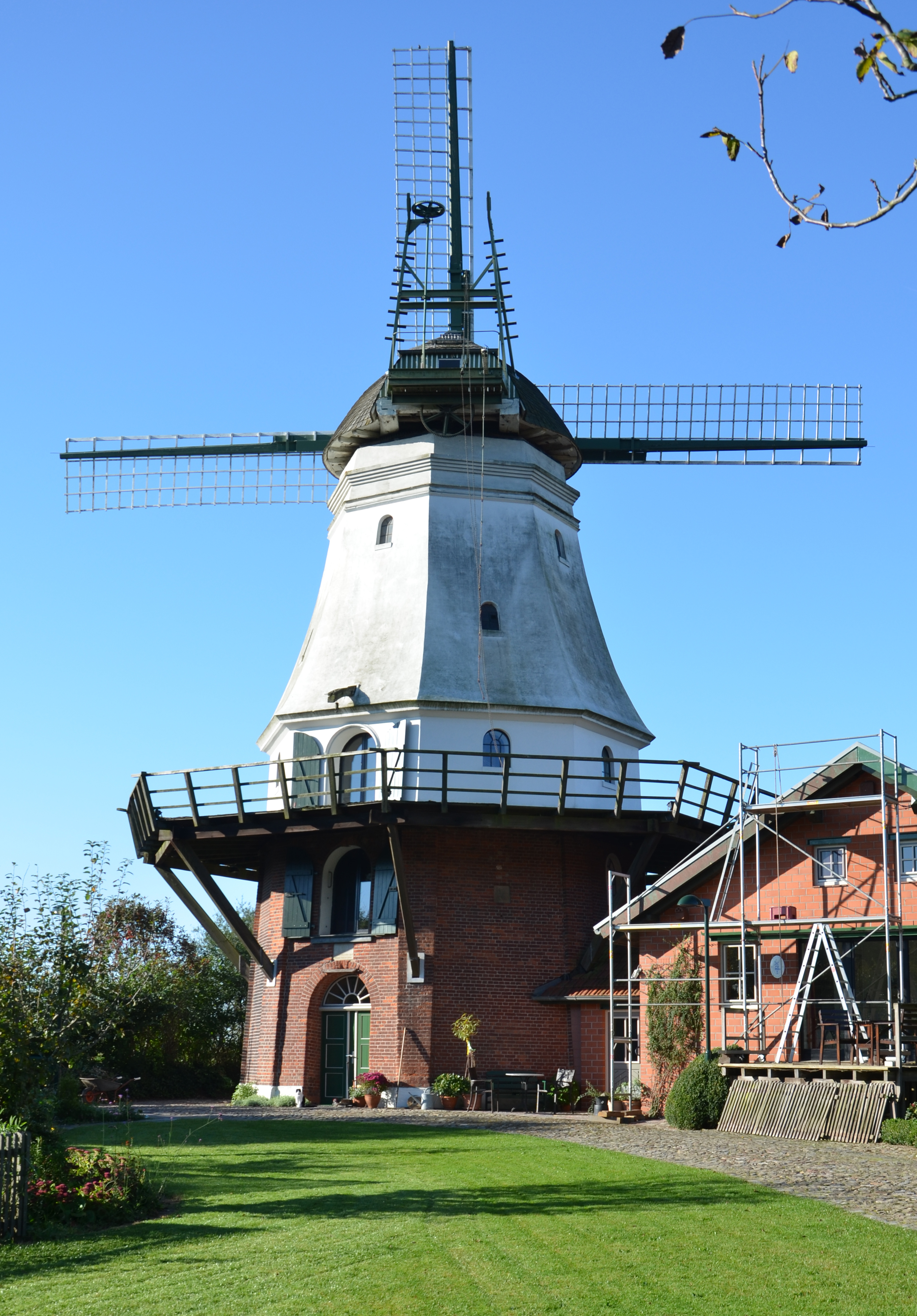
Windmühle Wedehorn von 1878

Wedehorn liegt im südwestlichen Bereich der Stadt Bassum, sechs Kilometer südlich vom Kernort Bassum entfernt. Die Ortschaft Wedehorn besteht aus Klövenhausen und Wedehorn.
Der Bassumer Utkiek, ein 87 Meter hoher, künstlich aufgeschütteter Berg, befindet sich im Ortsteil Wedehorn auf dem Gelände der AbfallWirtschaftsGesellschaft (AWG) mbH – Entsorgungszentrum Bassum.

### Nachbarorte
Nachbarorte sind – von Norden aus im Uhrzeigersinn – Bassum (Zentrum), Apelstedt, Nienstedt, Neuenkirchen, Cantrup, Stelle und Groß Ringmar.

## Geschichte
Seit der Gebietsreform, die am 1. März 1974 in Kraft trat, ist die vorher selbstständige Gemeinde Wedehorn eine von 16 Ortschaften der Stadt Bassum.

## Politik
| Ortschaft Wedehorn (seit 1974) | Ortschaft Wedehorn (seit 1974) | Ortschaft Wedehorn (seit 1974) | Ortschaft Wedehorn (seit 1974) |
| Amtszeit                       | Amtszeit                       | Name                           | Partei                         |
| ------------------------------ | ------------------------------ | ------------------------------ | ------------------------------ |
| 26. August 1974                | 31. Dezember 1983              | Richard Gerke                  |                                |
| 1. Januar 1984                 | 24. November 1996              | Hermann Meyer                  | CDU                            |
| 25. November 1996              | 14. November 2001              | Detlev Block                   | SPD                            |
| 15. November 2001              | 15. November 2006              | Hermann Meyer                  | CDU                            |
| 16. November 2006              | heute                          | Horst Husmann                  | Bürger-Block                   |

## Infrastruktur
In Klövenhausen befindet sich die AbfallWirtschaftsGesellschaft (AWG) mbH – Entsorgungszentrum Bassum. Sie führt die Abfallentsorgung für den gesamten Landkreis Diepholz durch – für mehr als 217.000 Menschen in dem rund 2000 km² großen Landkreis Diepholz. Dabei leeren die AWG-Mitarbeiter über 70.000 Restabfallbehälter (vierwöchentlich) und 45.000 Bio-Tonnen (14-täglich).

## Straßen
Wedehorn liegt fernab des großen Verkehrs: 
- Die Bundesautobahn 1 verläuft 24 km entfernt nordwestlich.
- Die von Bassum (Kernort) über Twistringen, Barnstorf und Diepholz nach Osnabrück führende Bundesstraße 51 verläuft westlich, fünf Kilometer entfernt.
- Die von Bassum (Kernort) über Sulingen und Uchte nach Minden führende Bundesstraße 61 verläuft östlich, drei Kilometer entfernt.
- Die Bundesstraße 6 von Bremen über Nienburg nach Hannover verläuft östlich in 14 km Entfernung.

In Wedehorn gibt es keine Straßenbezeichnungen, sondern nur Hausnummern, nach denen sich Einwohner, Postboten, Lieferanten und Besucher orientieren müssen.

## Baudenkmale
In der Liste der Baudenkmale in Bassum sind für Wedehorn zwei Baudenkmale aufgeführt:
- Windmühle Wedehorn von 1878, sei 1987 Wohngebäude
- Häuslingshaus Wedehorn 10b